# 张忠 (东汉)
張忠（?—?），中国东汉時代大臣，汉灵帝之母董太后姐姐的儿子，灵帝时任南阳郡太守。
张忠任上依仗权势放滥不羁，贪赃数亿。徐璆为荆州刺史，太后派中常侍把张忠托付给徐璆，徐璆回答：“臣身为国，不敢闻命。”太后大怒，征召徐璆为司隶校尉。徐璆到荆州，举奏张忠贪赃一亿，派冠军县上簿上告大司农。中平元年，徐璆与中郎将朱俊在宛城击破黄巾军，使南阳一度民怨消匿，政治清明。张忠怨恨徐璆，与宦官诬陷徐璆，然而徐璆破贼有功，得免官回家。